# Kate Cordsenová
Kate Cordsenová (nepřechýleně Cordsen; * 1964, Great Falls, Virginie, USA) je americká fotografka a současná umělkyně. Cordsenová žije v New Yorku.

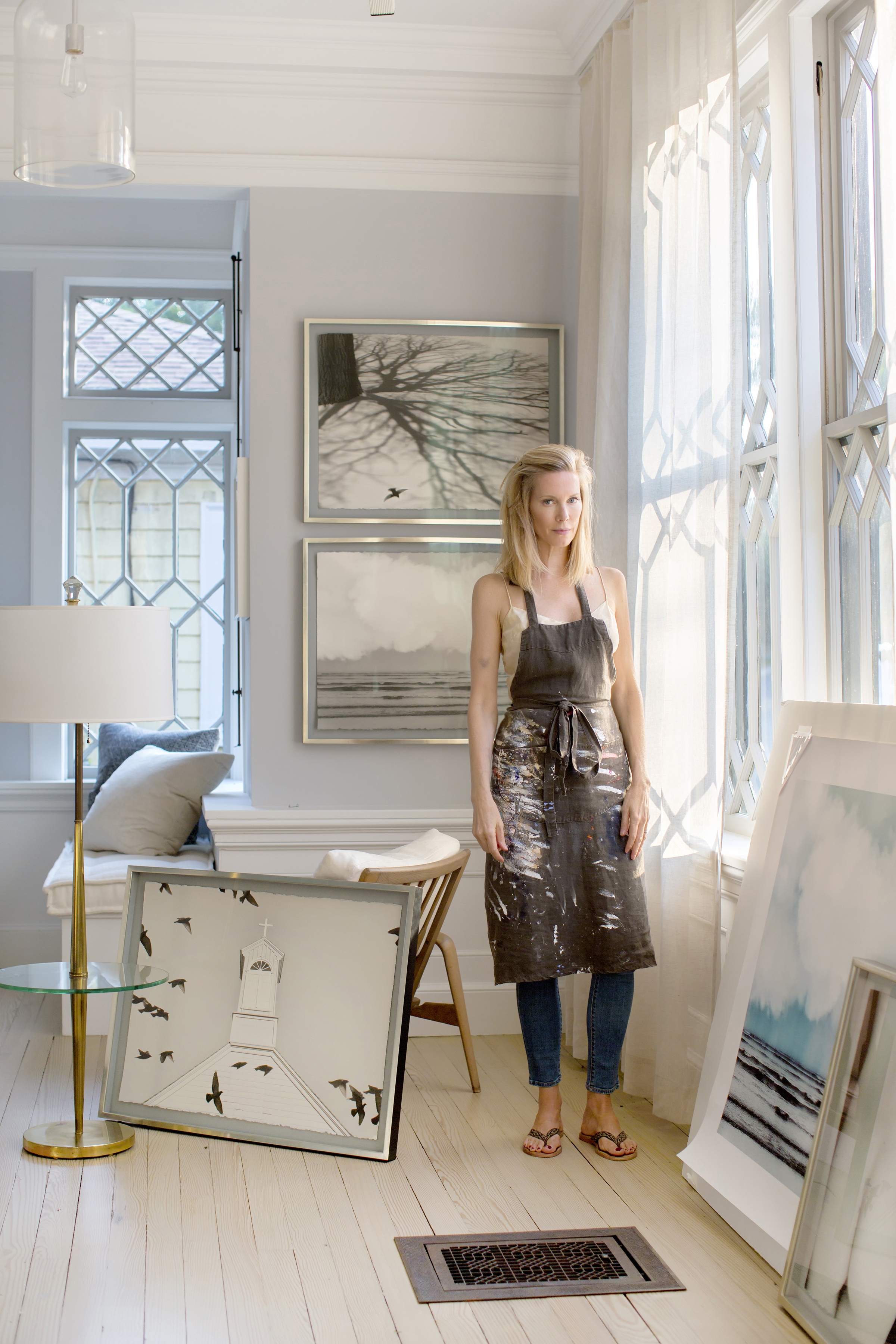
Cordsenová v Essexu, CT studio, 2015

## Vzdělání

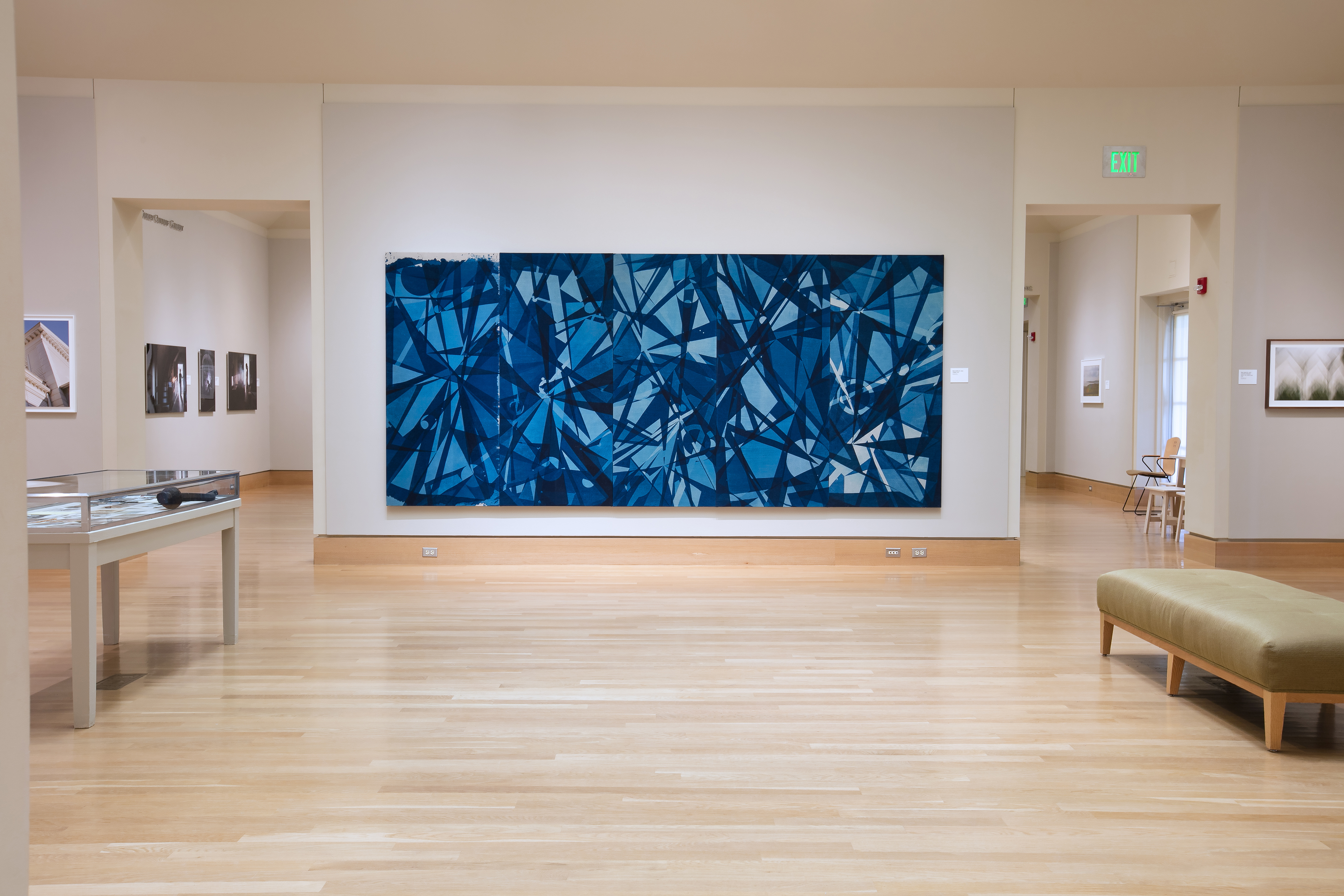
Cyanotype Photogram ve Florencii Griswold Museum, 2016

Získala bakalářský titul z dějin umění a východoasijských studií na Washington and Lee University (založena 1749), kde jako první žena v historii univerzity získala vysokoškolský titul. Cordsenová má MPP z Georgetownské univerzity a vystudovala čínské a japonské dějiny umění na Harvardově univerzitě a fotografii v Mezinárodním centru fotografie.
Na konci 80. let byla Kate Cordsen zastupována společností Ford Models. Úzce spolupracovala s japonskými avantgardními umělci Rei Kawakubo, Issey Miyake a Yohji Yamamoto, kteří vynikali v oblasti módy a tisku. Cordsenová působila jako modelka na počátku svého fotografického vzdělávání a jako podporu v chápání japonské estetiky.

## Dílo
Je známá svými velkoformátovými obrazy krajin, Cordsenová vytváří éterické a nejednoznačné obrazy, které evokují představy roztříštěných vzpomínek a dočasnosti. Její krajiny jsou na první pohled jednoduše meditativní, ale při druhém a třetím pohledu odhalují vášnivé a dramatické hloubky. Často kombinuje klasické fotografické metody 19. století s tradičním kinofilmem a digitálními technologiemi. Krajiny Kate Cordsenové jsou hybridním studiem fotografie i malby. Konečným výsledkem je, že její obrazy mají určitou estetiku, která může být dosažitelná pouze malbou.
Od roku 2015 pracovala Cordsenová výhradně metodou kyanotypie a gumotisku, což jsou jedny z prvních historických fotografických technik. Na rozdíl od svých éterických, magických realistických krajin vytváří monumentální abstraktní fotogramy, které se odvolávají na díla raných modernistů jako byli například: Harry Holtzman, Piet Mondrian nebo László Moholy-Nagy. S využitím primárně nalezených objektů komponuje své velkoformátové fotogramové fotografie náročným procesem, který vyžaduje fyzickou, malířskou dynamiku a chemickou přesnost. Práce Kate Cordsenové zkoumá napětí mezi příležitostí, náhodou a kontrolou.

## Galerie

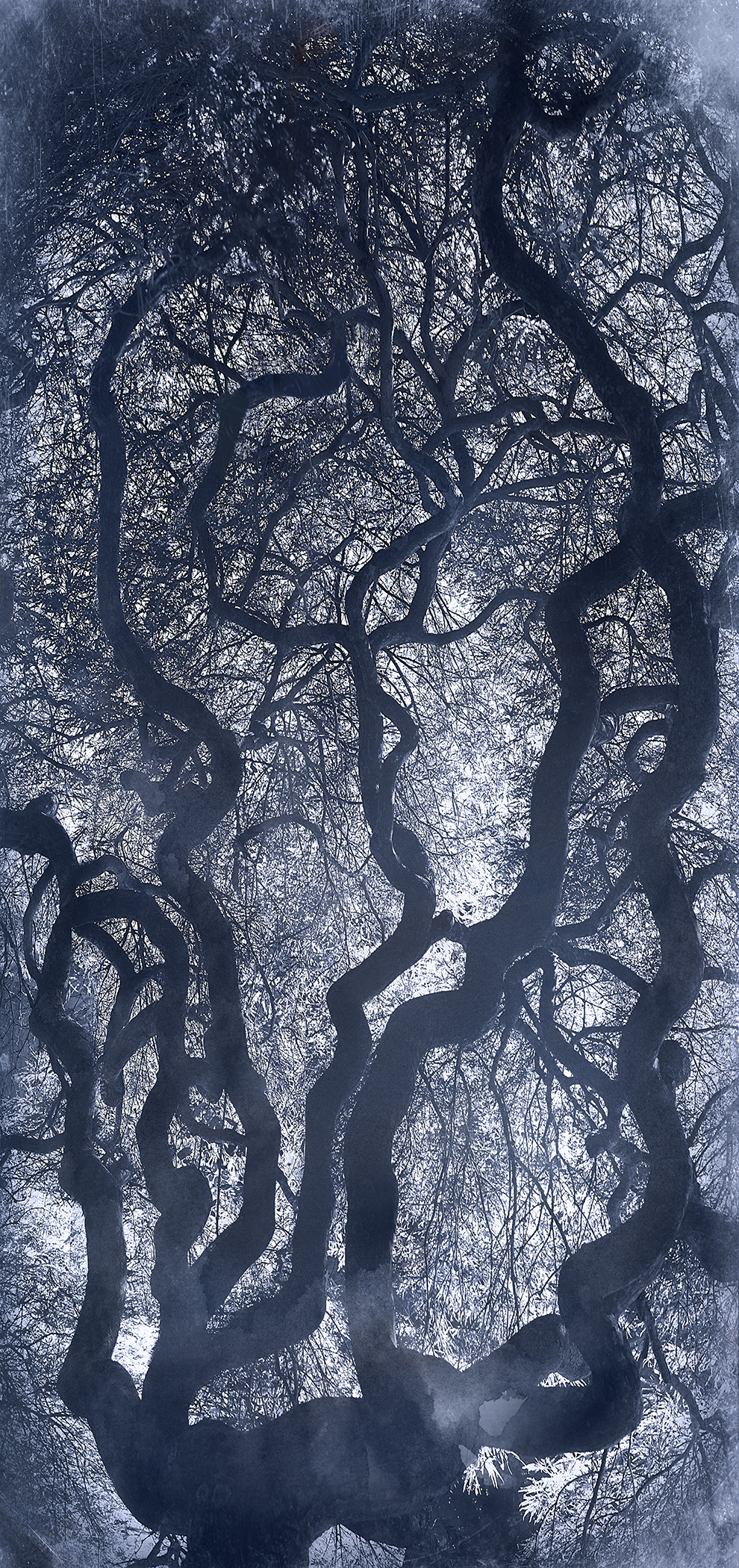
Kyanotypie, 28x84“ na papíře, 2014, Harvardova univerzita
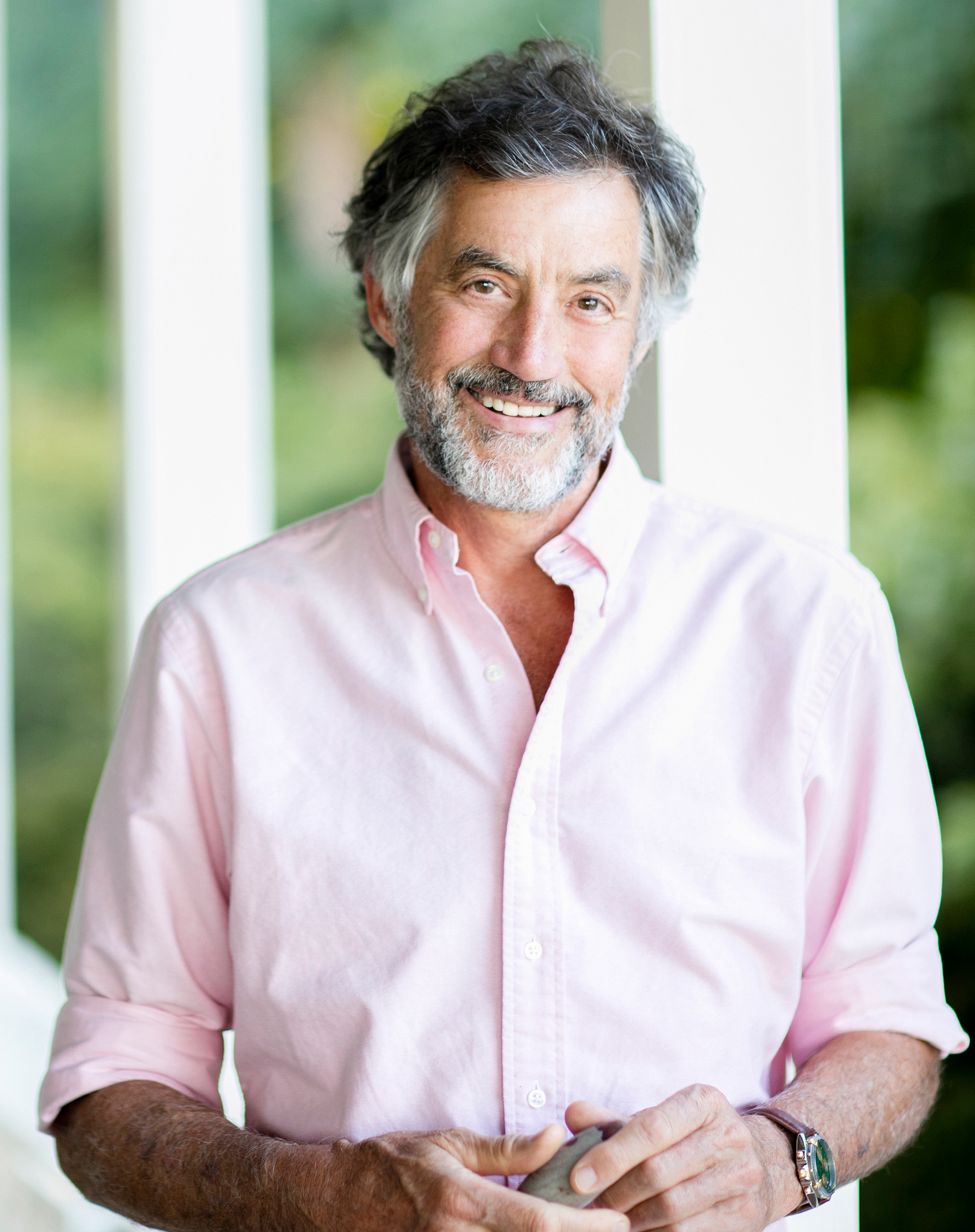
Richard Cordsen 2016, Essex, Connecticut
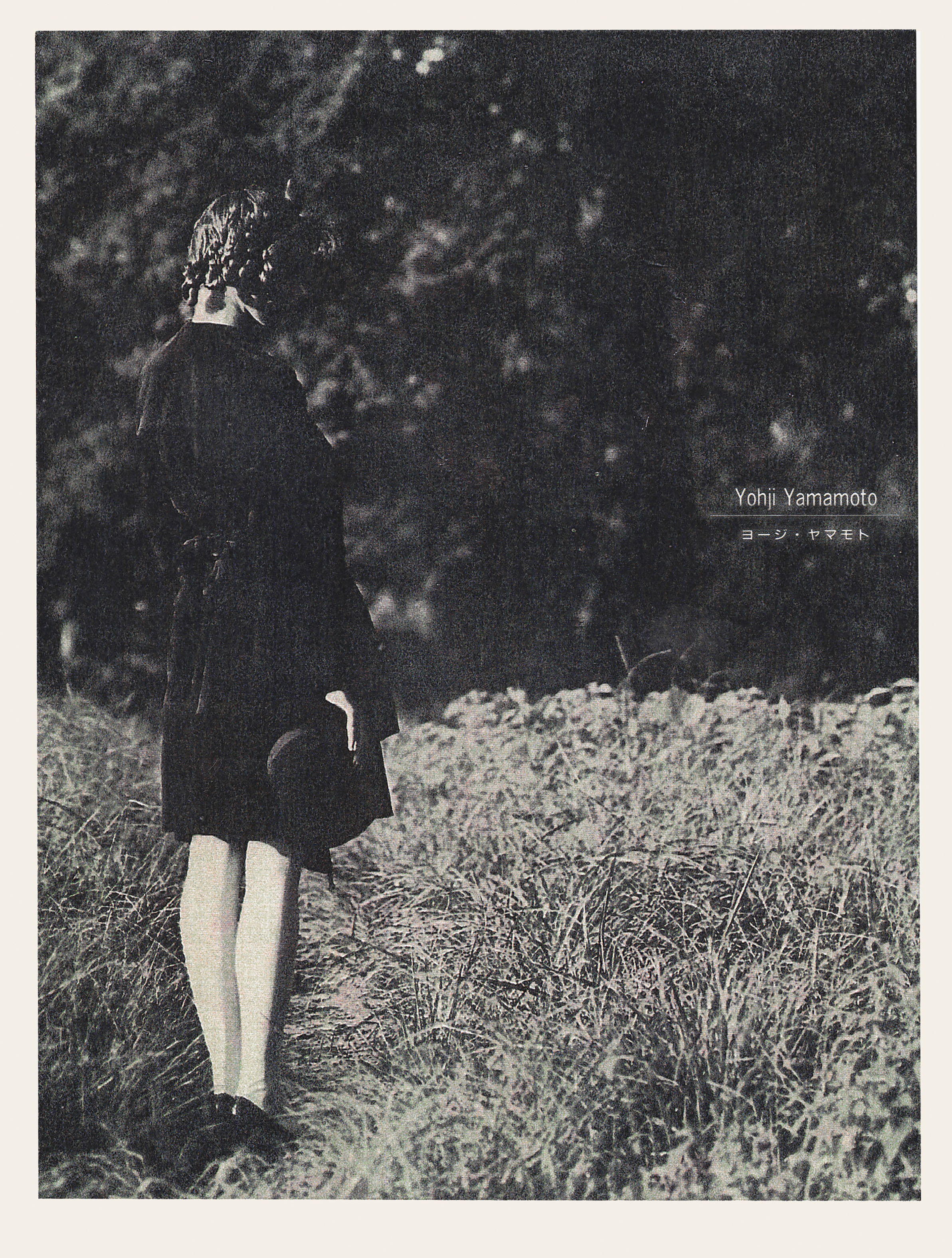
MGoing, Yamamoto, Cordsen
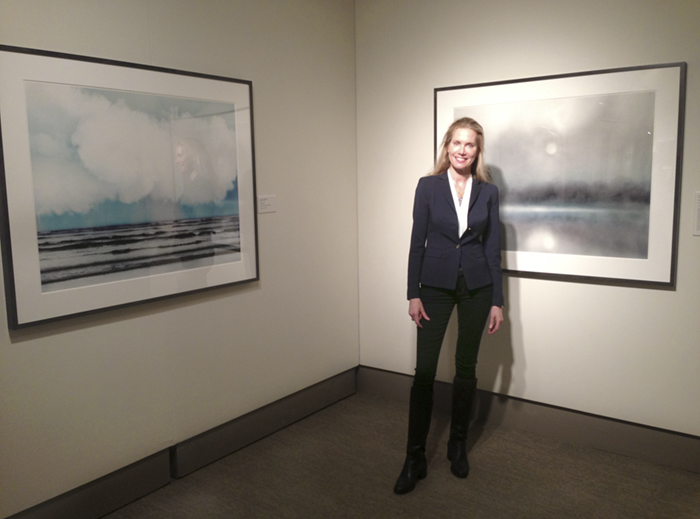
Kate Cordsenová v Benton Museu
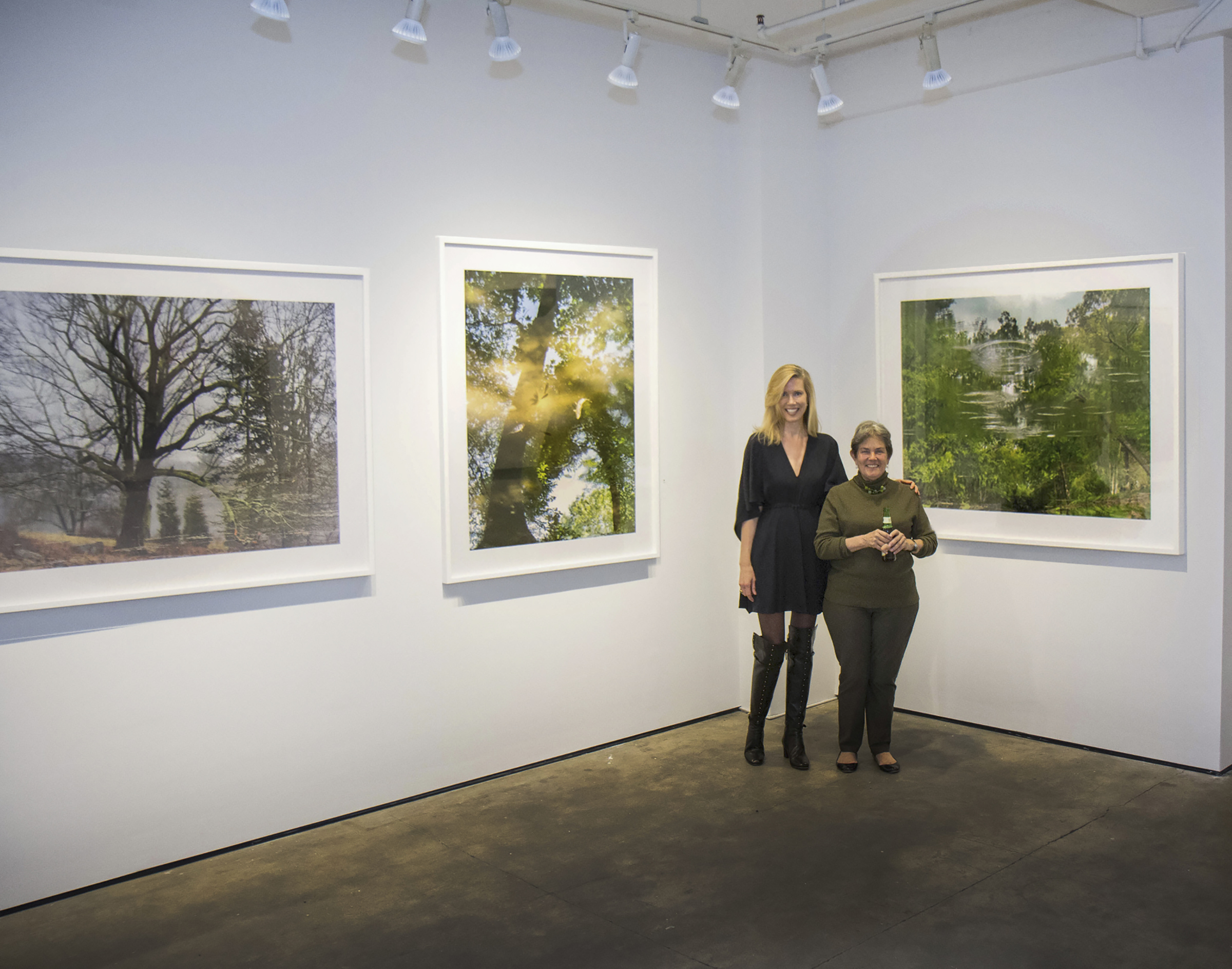
Kate Cordsenová během vernisáže v Markel Gallery, New York
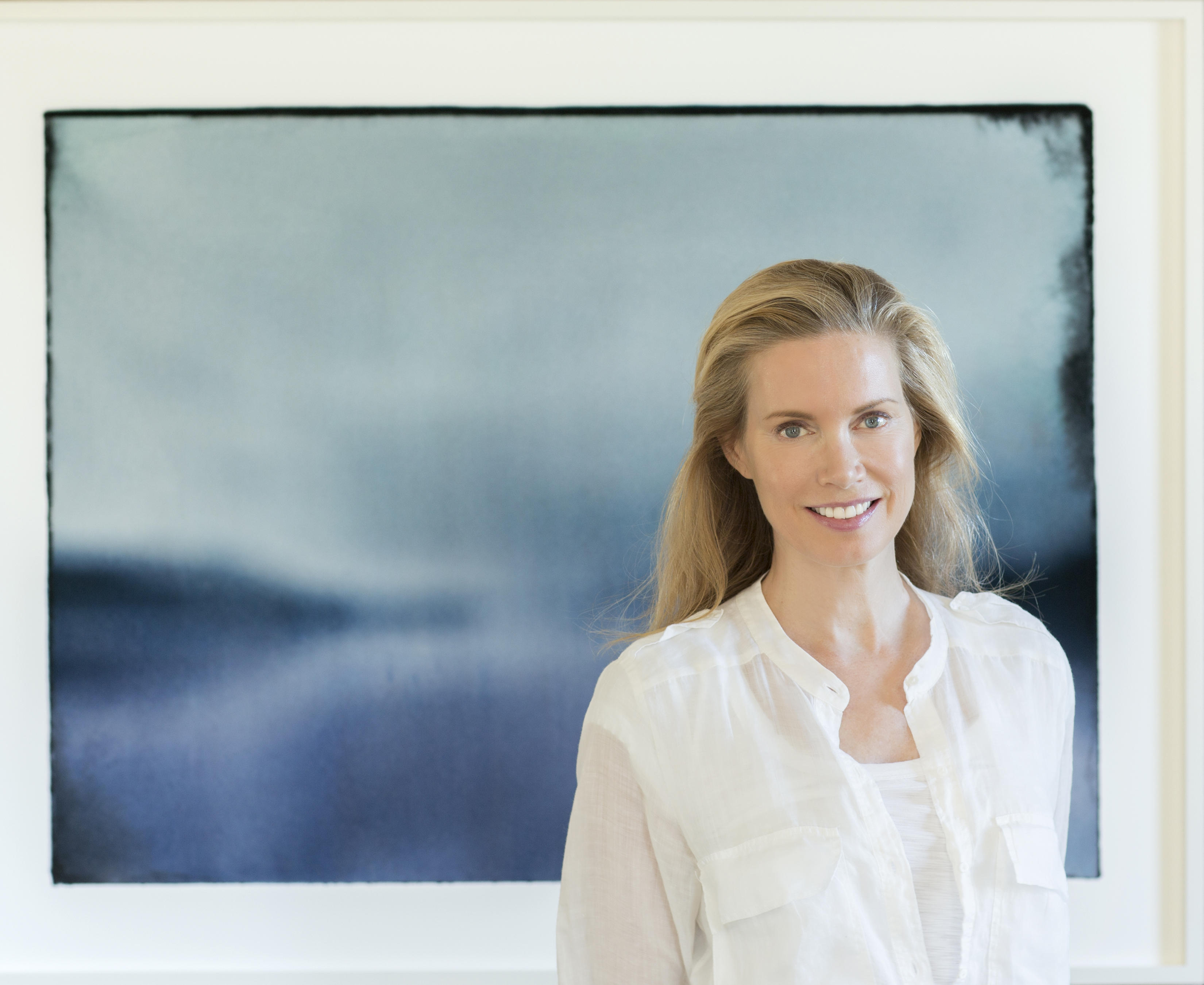
Kate Cordsenová, New York, 2014
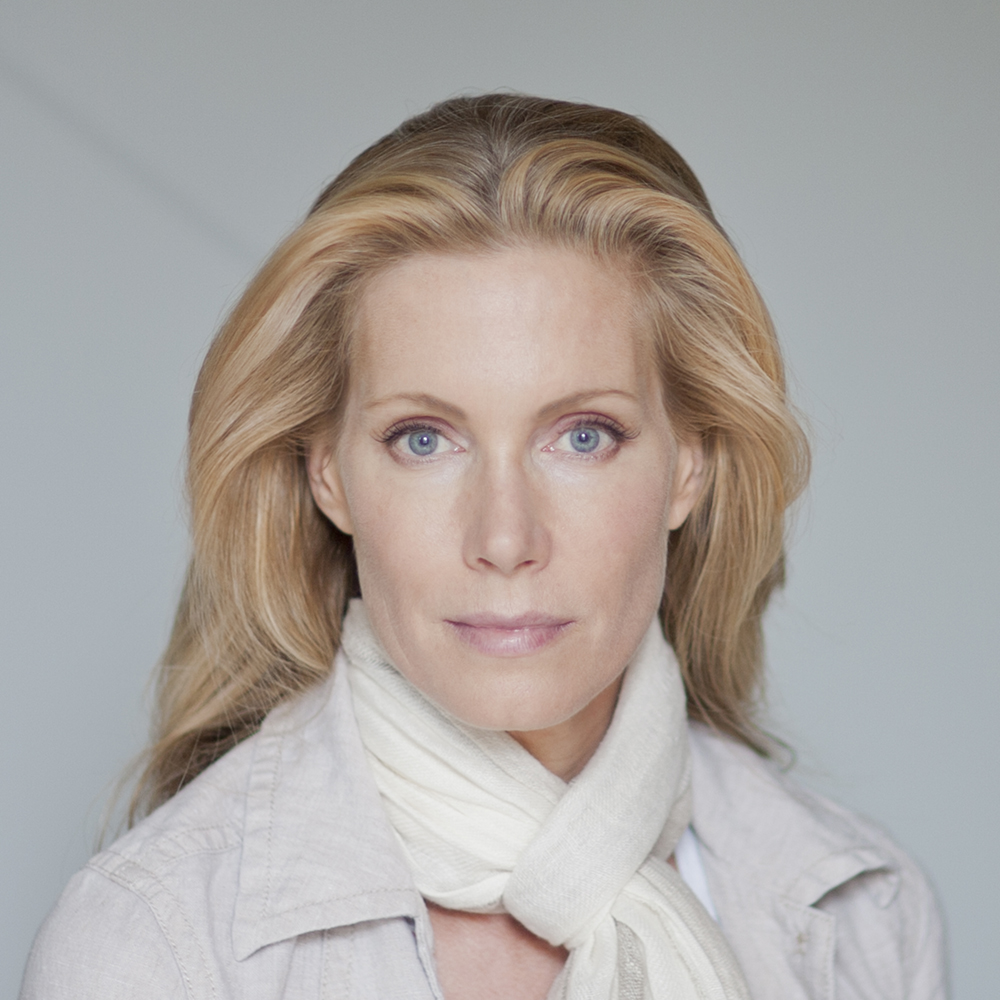
Kate Cordsenová, New York